# كاثرين لانغ
كاثرين لانغ (بالألمانية: Kathrin Lang)‏ هي متسابقة بياثل ألمانية، ولدت في 3 سبتمبر 1986 في بالينغن في ألمانيا.

## وصلات خارجية
- الموقع الرسمي
- كاثرين لانغ على موقع IBU (الإنجليزية)
- كاثرين لانغ على موقع الاتحاد الدولي للتزلج (التزلج الريفي) (الإنجليزية)